# Loket
Loket (tyska: Elbogen) är en stad i regionen Karlovy Vary i Böhmen, västra Tjeckien. Befolkningen uppgick till 3 082 invånare i början av 2016.